# Popillia nathani
Popillia nathani är en skalbaggsart som beskrevs av Limbourg 2007. Popillia nathani ingår i släktet Popillia och familjen Rutelidae. Inga underarter finns listade i Catalogue of Life.